# Nectaris
Nectaris (Military Madness в Северной Америке) — серия пошаговых стратегий, выполненная в sci-fi стиле. Компания-разработчик — Hudson Soft. Действие игр разворачивается в ближайшем будущем на Луне. За все время существования Nectaris был выпущен на множестве платформ, а также на мобильных телефонах.
Игры серии:
- Nectaris / Military Madness (PC-Engine / TurboGrafx-16, 1989)
- Nectaris (PC 9800 & X68000, 1992)
- Neo Nectaris (PC-Engine CD, 1994)
- Nectaris (PC DOS, 1995)
- Nectaris (Windows 95, 1997)
- Nectaris GB (Game Boy, 1998)
- Nectaris (PlayStation, 1998)
- Nectaris Cellular (i-mode, 2003)
- Military Madness (мобильные телефоны (Verizon) v1.1)
- Military Madness: Nectaris (WiiWare, Xbox Live Arcade, PlayStation 3, 2009)

## Внешние ссылки
- Статья о Military Madness: Nectaris
- Официальный сайт Military Madness: Nectaris Архивная копия от 11 марта 2022 на Wayback Machine
- Base Nectaris, a fan site (Military Madness FAQ) Архивная копия от 30 января 2009 на Wayback Machine
- The Nectaris Union, a fan site Архивная копия от 27 октября 2009 на Wayback Machine
- Compmike’s Nectaris Walkthrough